# Bergentheim
Bergentheim (Nedersaksisch: Banthum, of ook geschreven als: Bantum) is een dorp in de gemeente Hardenberg in de Nederlandse provincie Overijssel. De kern ligt tussen de spoorlijn Zwolle - Emmen en het Kanaal Almelo-De Haandrik in. Het telde in 1 januari 2023 3.570 inwoners.

## Geschiedenis
Over de oorsprong van de naam Bergentheim is niet veel bekend, mogelijk is het een afgeleide van het begrip berg-es. De eerste vermelding is uit het jaar 1385.
Oorspronkelijk was Bergentheim een esdorp ten westen van de huidige kern. Dit kreeg later de naam Oud-Bergentheim. De nieuwe kern kwam tot ontwikkeling bij de vervening van de veengebieden ten oosten van Bergentheim. Deze gebieden werden aangekocht door Isaäc Antoni van Roijen en vanaf halverwege de negentiende eeuw afgegraven. Na zijn dood werd de onderneming voortgezet onder de naam N.V. Veenderij Erven Mr. I.A. Van Royen. In 1890 bouwde dit bedrijf een turfstrooiselfabriek. 
In 1905 kreeg Bergentheim een station aan de spoorlijn Zwolle - Stadskanaal (verder doorgaand naar Delfzijl), aangelegd door de NOLS, alsmede een spoorhaven. Er was in het ontwerp voorzien in niet meer dan een halte aan de spoorlijn, dat bleek echter al snel onvoldoende en daarom volgde in 1907 uitbreiding tot station. Dit gebouw werd gesloten in 1975 en afgebroken in 1993.
De turfstrooiselfabriek werd in 1948 gesloten, vervolgens kwam er tot midden jaren 1960 een textielfabriek in het gebouw. Later gebruikte Wavin het pand om er rioolputten te fabriceren, maar ook deze activiteit is beëindigd. In Bergentheim was ook jarenlang een grote bakkerij gevestigd, deze werd na fusies opgeheven. In 2017 is het gebouw afgebroken om plaats te maken voor de bouw van huizen en vestiging van kleine bedrijvigheid.
In 1985 vierde Bergentheim haar 600-jarig bestaan.

## Oorlogsjaren
Op 13 augustus 1944, 's nachts om 01:30 uur, stortte naast de Rauwbloksweg in Bergentheim, een Engelse bommenwerper (Lancaster LM658) neer. Van de acht bemanningsleden kwamen er vier om het leven. 
Op 2 maart 1945 werden negen verzetsmensen te Varsseveld door de Duitsers gefusilleerd. Zij maakten deel uit van de z.g. "Todeskandidaten" uit de gevangenis De Kruisberg (Doetinchem), De 46 van het Rademakersbroek, die door de Duitse bezetter werden geexecuteerd als represaille voor het kort tevoren doden van vier Wehrmacht-soldaten door de Aaltense verzetgroep "De Bark".
Op 23 juli 1947 werd aan de Kanaalweg West een oorlogsmonument onthuld. Het is een zuil waarop een witte natuurstenen plaquette is aangebracht met dertien namen van gevallen illegale strijders. Op de Algemene Begraafplaats in Bergentheim is een gezamenlijk graf met 12 Nederlandse gevallenen.

## Ligging en infrastructuur
Bergentheim ligt aan de provinciale weg N343. Het heeft sportverenigingen zoals voetbalclub VV Bergentheim en volleybalvereniging De Schutters. In Bergentheim bevinden zich twee basisscholen, de Protestants-Christelijke Ds. Koningsbergerschool en de Nederlands Gereformeerde Casper Diemerschool.
Het dorp is per bus bereikbaar met buslijn 80 van Arriva.

## Bekende Bergentheimers
- Arne Slot (1978), trainer en oud-speler betaald voetbal
- Kyra Lamberink (1996), baanwielrenster